# Yahweh
Cet article concerne le Dieu de l'Israël antique. Pour le Dieu du judaïsme et du christianisme, voir YHWH et Noms de Dieu dans le judaïsme

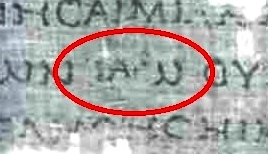
ΙΑΩ, transcription en grec du tétragramme, dans le manuscrit de la Septante de Qumrân 4Q120 du

Yahweh, aussi écrit dans les publications Yahvé, Iahvé, Jéhovah, YHWH ou JHVH (de l'hébreu יהוה (yhwh)), est un nom attribué à Dieu dans les écrits de l'Israël antique. Yahweh est le Dieu vénéré dans la Bible, notamment les royaumes d'Israël et de Juda. Son sanctuaire principal est le premier temple de Jérusalem. Dans la Bible hébraïque, Yahweh (YHWH) est présenté comme le Dieu national des enfants d'Israël. En dehors de la Bible, l'archéologie a fourni des exemples du lien entre le théonyme Yahweh et les Israélites. La religion de l'Israël antique ressemble beaucoup à celle des autres peuples sémitiques du Proche-Orient ancien, notamment à celles de la zone syro-palestinienne. Le culte israélite développe cependant avec le temps des caractéristiques uniques qui l'isolent des autres religions.

## Nom

### Prononciation
Le nom du Dieu d'Israël apparaît dans l'épigraphie de l'Israël antique et dans la Bible hébraïque où il figure plus de 7 000 fois. Ce nom s'écrivant avec les quatre lettres hébraïques yod/he/waw/he יהוה (yhwh), il est aussi appelé le « Tétragramme ». Comme l'hébreu biblique a une écriture principalement consonantique, la prononciation précise du tétragramme est inconnue. Louis F. Hartman et S. David Sperling déduisent de son usage dans lettres de Lakish écrites peu avant la destruction de Jérusalem en 586 av. J.-C. qu'il était régulièrement prononcé au moins jusqu'au VIe siècle av. J.-C.,. Depuis la période achéménide, les Juifs ont pris l'habitude de ne pas prononcer son nom et de le remplacer dans la liturgie par des expressions telles qu'Adonaï, en hébreu אדני ('ădōnāy), c'est-à-dire « le Seigneur ». Lors de la traduction en grec de la Bible hébraïque dans la version de la Septante, YHWH est rendu par Κύριος (Kyrios, « Seigneur »). Lors de l'édition du texte massorétique de la Bible hébraïque vers le Xe siècle, les massorètes ont ajouté des signes diacritiques au texte hébraïque pour en assurer une lecture correcte. Ils ont alors vocalisé YHWH avec les voyelles du mot Adonaï, pour indiquer au lecteur de lire « le Seigneur ». yhwh est ainsi vocalisé ĕ-ō-ā (le ḥaṭef pataḥ [ă] vocalisant la lettre aleph d'Adonaï devient un simple shewa [ĕ] lorsqu'il vocalise le yod de yhwh). Dans la Mishna, il est généralement écrit יְיָ. Le fait d'éviter de prononcer ce qui est considéré comme le nom propre de Dieu est généralement expliqué comme une marque de respect, pour ne pas le limiter ou le galvauder. Selon la tradition rabbinique, le judaïsme avait adopté à l'époque de Siméon le Juste l'interdiction de transcrire ou de prononcer le nom divin. Selon Maïmonide, seuls les prêtres le prononçaient lors de certains rituels.
Le nom Yahweh correspond à une prononciation moderne souvent proposée. La prononciation précise a fait l'objet de nombreuses conjectures. Les spécialistes supposent souvent deux vocalisations possibles pour yhwh : Yahweh ou Yahôh. Dans le premier cas, la troisième lettre du tétragramme, le vav, garde sa valeur de consonne ([w]), alors que dans le deuxième cas, le vav n'est qu'une mater lectionis servant à marquer un o long, dont l'allongement est précisé par le he final.
La transcription Yahweh est une convention basée sur des textes grecs tardifs. Elle a été obtenue en intercalant les deux voyelles « a » et « e » pour donner une forme prononçable aux quatre consonnes du tétragramme YHWH. Il est en effet rendu par Ἰάω (Iaō) chez Diodore de Sicile (Ier siècle av. J.-C.). Elle peut être corroborée par des témoignages de Pères de l'Église, comme Épiphane de Salamine qui cite Iabe comme un des noms de Dieu et prononce Yahweh sous sa forme brève Ἰα (Yah) ou Clément d'Alexandrie qui donne Jave. On trouve Ιαουε/Ιαουαι chez Clément d'Alexandrie (IIe siècle) et par Ιαβε/Ιαβαι chez Épiphane de Salamine (IVe siècle) et Théodoret de Cyr (Ve siècle). Dans les noms théophores apparaissant dans la Bible hébraïque, le texte massorétique le vocalise -yāhû, ce qui appuie le choix de cette vocalisation. Des formes abrégées sont également utilisées, notamment lorsqu'il apparaît comme élément théophore dans des noms propres. En début de noms, on trouve les formes yĕhô et yô, à la fin yāhû et yāh. Certaines de ces formes traduisent une origine géographique : Yo/Yaw est plus utilisé dans le royaume d'Israël au nord, alors qu'au sud, dans le royaume de Juda, c'est plutôt la forme Yah qui est employée. La forme Yahôh se base sur Irénée de Lyon (IIe siècle), qui rappelle que les Gnostiques prononcent Ἰαωθ (contraction de Iao et Sabaoth selon Thomas Römer) et que d'autres hérétiques prononcent Ἰαῶ. Origène d'Alexandrie (IIIe siècle) parle de la forme Iaō, en l'attribuant aux Gnostiques. Dans les documents araméens des Juifs d'Éléphantine en Haute-Égypte, le nom divin est écrit yhw ou yhh. Sa prononciation est donc approximativement Yehô ou Yahô, plutôt que Yahu. Un fragment du Lévitique en grec découvert à Qumrân rend le tétragramme par Iaō,.
La forme Yahweh est généralement utilisée dans les publications scientifiques. Compte tenu des incertitudes, des chercheurs n'emploient que les seules consonnes et transcrivent simplement Yhwh, ou YHWH. En 2008, la Congrégation pour le culte divin a déclaré que dans la liturgie catholique il faut maintenir la tradition de ne pas prononcer le nom de Dieu sous la forme du tétragramme YHWH mais le rendre toujours comme « Seigneur » ou comme « Dieu ». La forme hybride Jehovah résulte du mélange entre les consonnes de YHWH et les voyelles du mot « Adonaï » (Seigneur) par lequel on remplaçait le tétragramme dans la lecture à haute voix. Elle apparaît chez des érudits chrétiens du Moyen Âge. Le plus ancien document identifiable contenant cette forme hybride (dans l'orthographe Iehoua) est le Pugio Fidei, écrit vers 1270 par Raimundus Marti : « Et quod est nomen meum ? יהוה Iehoua, sive Adonay, quia Dominus es omnium » (« Et quel est mon nom ? יהוה Adonaï, car tu es le Seigneur de tous »).

### Signification
Comme pour sa prononciation, l'étymologie du nom de Yahweh est discutée. Le nom Yahweh (« yhwh ») est généralement compris comme une forme verbale présentant la lettre préformante yod (« y »). Cette forme correspond à la conjugaison d'un verbe à la troisième personne du singulier de l'aspect inaccompli. Le thème verbal « hwh » peut être rapproché de la racine sémitique hyy/hwy, qui signifie « être ». C'est d'ailleurs ainsi qu'un passage du livre de l'Exode le comprend puisque le nom יהוה (yhwh) (à la troisième personne) est mis en parallèle avec אהיה (ʾhyh) « je serai » (à la première personne). Il s'agit là d'une explication traditionnelle du nom de Yahweh, ou d'une interprétation propre du rédacteur biblique. Grammaticalement, la forme yhwh peut être soit une forme simple (qal), soit une forme causative (hiphil). L'identification de la forme verbale est rendue difficile par la méconnaissance de la vocalisation du nom yhwh. Si on retient la forme simple, Yahweh est « celui qui est », « celui qui se révèle ». À la forme causative, la signification serait plutôt « celui qui fait être », c'est-à-dire « celui qui crée ». Si la forme causative devait être retenue, ce serait la seule occurrence dans la Bible hébraïque de ce verbe à cette forme.
Pour certains chercheurs, Yahweh serait une abréviation ou dérive d'une épithète du dieu El. Il peut s'agir de l'abréviation d'un nom de dieu, par exemple Yahweh-El (« puisse El être présent »), reconstruction basée sur le modèle du nom yʿqb ʾl (« puisse El le suivre ») attesté à Mari. Il peut aussi s'agir de l'abréviation d'une formule liturgique, par exemple yahwe sabaʾot (« celui qui crée les armées [célestes] ») ou El-Yahweh (« El qui se révèle lui-même »). Cette dernière proposition est une formule analogue à celle qu'on trouve dans le Psaume 118 (117). Selon cette suggestion, Yahweh était à l'origine une épithète de El avant de devenir une divinité distincte. La tradition israélite aurait abrégé la formule originelle pour ne garder que la forme verbale caractérisant l'activité du dieu. L'emploi d'un nom verbal pour désigner une divinité est un usage qui n'est pas propre aux Israélites. Il est attesté à Mari et chez les Arabes préislamiques.
Yahweh étant vraisemblablement une divinité issue du panthéon sud-sémitique, on peut chercher un lien avec la racine arabe hwy (« détruire », à l'origine, Yahweh serait un dieu destructeur) ou des parallèles dans des divinités arabes préislamiques dont le nom se construit à partir d'une conjugaison à préformantes de verbes du type Yaǵūt (« il aide »), Ya‘ūq (« il protège »). Dans ce contexte, on peut aussi proposer une étymologie qui fait un parallèle avec l'arabe. Elle rapproche Yahweh de la racine hwy qui signifie notamment « tomber » ou « souffler ». À la forme causative, Yahweh serait « l'aigle, le vautour » ou celui « qui tombe » sur sa proie, ou encore « celui qui fait tomber la pluie » ou les « éclairs », ou « celui qui fait souffler le vent ». Cette étymologie tend à considérer Yahweh comme un dieu de l'orage. Il présenterait donc un caractère proche du dieu cananéen Baal, dont le nom est à l'origine une épithète pour le dieu de l'orage Adad. L'explication de Julius Wellhausen sur une divinité du type dieu de l'orage est, en l'état actuel des connaissances, l'explication la plus satisfaisante bien qu'elle ne soit pas exempte, elle aussi, de problèmes. Des noms divins construits avec une conjugaison à préformante sont en effet, dans le monde sémitique ancien, plutôt rares et s'appliquent aux dieux mineurs. De plus, ces parallèles en conjugaison à préformante se trouvent généralement en forme apocopée.

## Origine

### Origine géographique
L'origine de Yahweh a fait l'objet de nombreux débats. Son nom ne figure dans aucun texte antérieur à 1200 av. J.-C. même s'il a pu parfois être proposé d'identifier son nom sur des tablettes cunéiformes de l'âge du bronze à Ougarit, en Mésopotamie ou à Ebla. Ces interprétations restent discutées. À Ebla (2400-2250 av. J.-C.), l'élément Ya apparaît dans des noms propres mais il est peu vraisemblable qu'il s'agisse d'une forme abrégée de Yahweh. Aucune divinité nommée Ya n'est connue par ailleurs à Ebla. Il existe d'autres tentatives pour interpréter des noms comme possédant un élément se rapportant à Yahweh à Mari, Alalakh ou Ougarit mais ces propositions ne semblent pas satisfaisantes. À Ougarit (1200 av. J.-C.), un passage du Cycle de Baal fait apparaître le nom Yw. Il est parfois proposé d'y voir une forme abrégée de Yahweh.
En dépit des propositions précédentes, Yahweh semble absent des sources épigraphiques ouest-sémitiques. Son nom ne figure sur aucun texte cunéiforme. Il ne fait pas partie des divinités communes à la zone syro-palestinienne. Son culte n'est attesté qu'en Israël à partir de l'âge du fer. En dehors de Canaan, rien n'indique que son culte ait été répandu. Seul un texte se rapportant à la région Hamath atteste son culte dans le nord de la Syrie au VIIIe siècle av. J.-C. Un dirigeant nommé Azri-Yau, équivalent au nom biblique Azarias , y fait partie d'une coalition araméenne face à Teglath-Phalasar III, mais cette présence de Yahweh en Syrie semble être un cas isolé.
L'archéologie suggère de rechercher son origine dans le sud de Canaan, dans le désert nord-arabique. Au XIVe siècle av. J.-C., le culte de Yahweh semble pratiqué par des groupes édomites ou madianites. Deux textes égyptiens datant d'Amenhotep III (XIVe siècle av. J.-C.) et de Ramsès II (XIVe siècle av. J.-C.) parlent en effet de « Yahu en terre de Shasou ». La première inscription figure sur une colonne du temple d'Amon à Soleb en Nubie. La deuxième est une inscription murale à Amarah ouest. Ces inscriptions font la liste de cités du pays des Shasou. Les bédouins Shasou habitaient la Transjordanie méridionale et le Néguev pendant le bronze récent et au début du fer I, à partir de 1500 av. J.-C. Dans ces listes, Yahu (Yhw) est un toponyme qui peut indiquer une ville avec un sanctuaire, peut-être à l'origine beth-yhw, la maison de Yahu. Parmi les autres toponymes mentionnés, on trouve srr, qu'on peut rapprocher de Séïr, et smt, qu'on peut rapprocher des Shiméanites de la Bible, ancêtres des Qénites. « Yahu en terre de Shasou » est donc à rechercher dans le territoire d'Édom ou de Madian. Pour William G. Dever, les Shasou pourraient être les ancêtres des Israélites.
Il existe cependant des réserves pour la lecture Séïr de srr dans les inscriptions égyptiennes. Certains chercheurs suggèrent plutôt un contexte syrien pour les sites listés dans le temple de Ramsès II. Dans cette hypothèse, des Araméens pourraient avoir vénéré Yahweh. Cette origine syrienne peut être mise en parallèle avec le lien entre les Patriarches de la Bible et les populations araméennes, dont le séjour de Jacob chez Laban.
« L'Éternel [yhwh] est venu du Sinaï, il s'est levé sur eux de Séïr, il a resplendi de la montagne de Paran » (Dt 33,2)

« O Éternel! [yhwh] quand tu sortis de Séïr, quand tu t'avanças des champs d'Édom » (Jg 5,4)

« Dieu [yhwh] vient de Téman, le Saint vient de la montagne de Paran » (Ha 3,3)

Dans la Bible, Yahweh est perçu comme venant du sud. Quatre passages le décrivent comme venant d'Édom, de Teman, du Sinaï, du Séïr ou du Paran. Ces toponymes permettent de situer approximativement l'origine de Yahweh dans les montagnes du Néguev central ou du Sinaï oriental. Un « Yahweh de Teman » est aussi connu par les inscriptions de Kuntillet Ajrud dans le Sinaï au côté d'un « Yahweh de Samarie » (IXe et VIIIe siècles av. J.-C.). Yahweh est probablement un dieu importé, à l'origine un dieu de l'orage (et de la fertilité) et, comme toutes les autres divinités de l'orage (telles que le dieu hourrite Teshub, le dieu sémitique Baal/Adad ou le dieu égyptien Seth), un dieu guerrier vénéré par des groupes habitant dans des régions arides et se trouvant en conflits militaires avec d'autres groupes. Yahweh est également peut-être originellement un dieu des steppes célébré comme un type de « maître des animaux » comme le suggère l'iconographie sigillaire des Xe et IXe siècles av. J.-C. trouvée dans le Néguev et en Juda (sceaux en forme de scarabées représentant Yahweh qui dompte des autruches).
Si Yahweh est effectivement issu du désert nord-arabique, cela pourrait expliquer le silence de la Bible hébraïque sur le dieu Qôs, la principale divinité édomite. Les deux divinités étant issues de la même région et présentant des caractéristiques proches, celles d'un dieu de l'orage, il est possible que la Bible préfère éviter de mentionner Qôs, qui ressemble trop au dieu national d'Israël.

### L'hypothèse madiano-qénite
Dès la fin du XIXe siècle, des chercheurs allemands ont émis l'hypothèse que Yahweh était à l'origine une divinité du désert vénérée par les Madianites. Selon l'« hypothèse qénite », appelée aussi « hypothèse madiano-qénite » et formulée pour la première fois par le théologien Friedrich Wilhelm Ghillany, son culte aurait été introduit chez les Israélites par l'intermédiaire de Moïse avec la médiation des Qénites lors de leur séjour dans le désert. Hobab, le beau-père (ou le beau-frère) de Moïse, est présenté comme un prêtre madianite vénérant Yahweh et appartenant à la tribu des Qénites, une branche des Madianites. Cette hypothèse expliquerait le lien entre Moïse et sa belle-famille madianite, la description positive des Qénites dans la Bible et les liens entre Yahweh et la topographique du sud de la Palestine.
Cette hypothèse correspond à la vision de l'archéologie qui place Yahweh en dehors des divinités ouest-sémitiques. Elle accorde cependant une trop grande importance au rôle de Moïse et au séjour des Hébreux dans le désert. Bien que les traditions bibliques présentent l'action de Moïse et l'Exode hors d'Égypte comme des éléments fondateurs de l'identité politique et religieuse des Israélites, la recherche archéologique a établi que l'émergence des Israélites résulte d'une évolution interne de la société cananéenne de l'âge du bronze. La majorité des Israélites est originaire de Canaan. Ceux-ci n'ont donc pas amené le culte de Yahweh depuis l'extérieur de la Palestine. Par contre, le culte de Yahweh a pu être introduit par des marchands appartenant à des groupes qénites ou madianites. Il a pu se répandre à partir des routes commerciales passant au sud et à l'est de la Palestine.

### Yahweh, un dieu révélé?
Plusieurs passages de la Bible suggèrent que Yahweh a été révélé aux Israélites et qu'il a existé une période de leur histoire où Yahweh n'était pas connu. Deux textes du livre de l'Exode (Exode 3 et Exode 6) indiquent que Yahweh s'est révélé pour la première fois à Moïse. Parmi les noms des contemporains de Moïse, le nom de Yahweh n'apparaît pas comme élément théophore, ou seulement à la fin de la vie de Moïse. Le premier nom est Josué (Yĕhôšuaʿ). Yahweh n'apparaît pas non plus dans les généalogies de la Genèse. Une telle lecture présente cependant des difficultés. L'absence de Yahweh peut s'expliquer par le souci de maintenir la cohérence interne du récit lors de son édition finale. Les deux textes d'Exode 3 et 6 datent au plus tôt du VIe siècle av. J.-C. et il est difficile d'utiliser ces passages pour reconstruire l'histoire ancienne de Yahweh. Ces éléments suggèrent cependant que les Israélites percevaient Yahweh comme une divinité qui leur avait été introduite.

## Fonctions

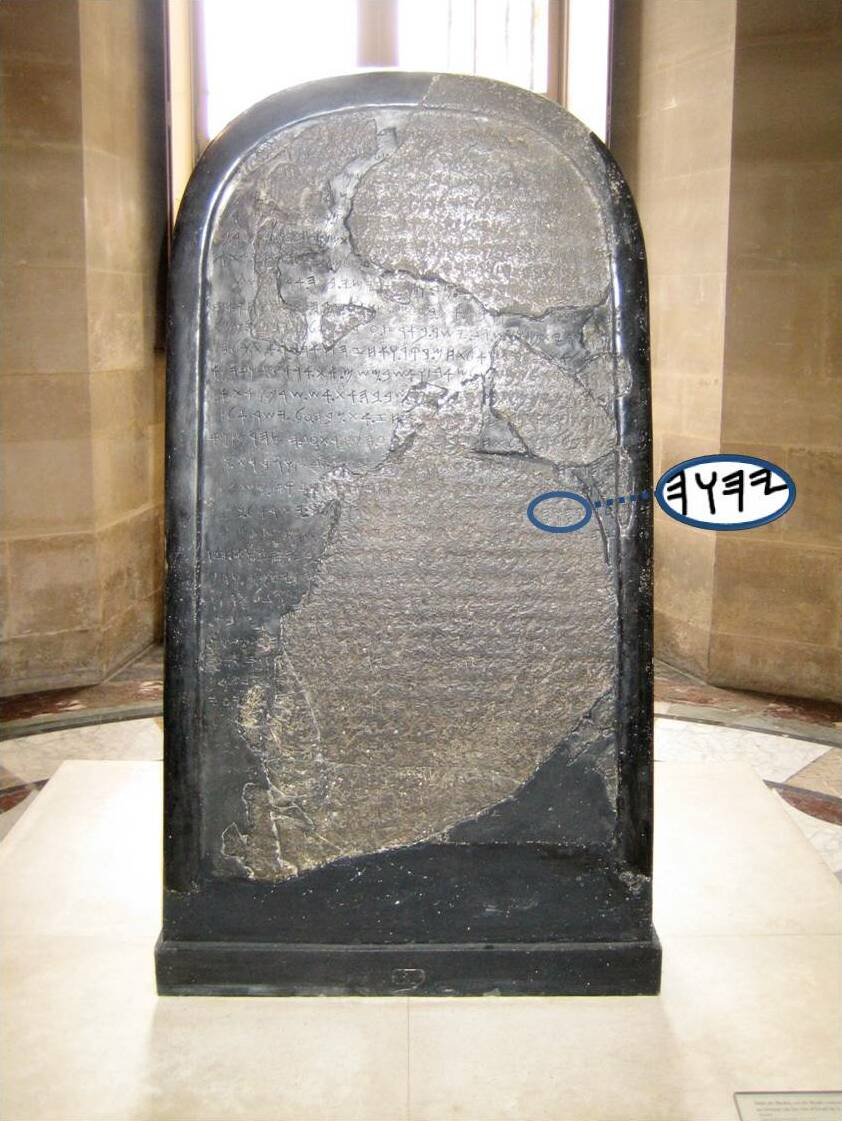
Le nom yhwh sur la stèle de Mesha, (Musée du Louvre, Paris)

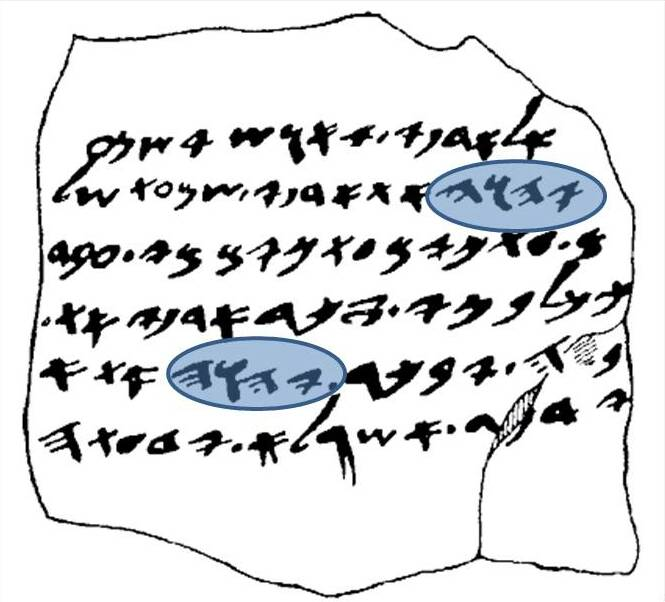
Le nom yhwh sur un ostracon de Lakish,

Yahweh occupe une place centrale dans la religion des Israélites dans le royaume d'Israël et dans le royaume de Juda.
La première mention claire du Yahweh en dehors de la Bible montre que son culte est pratiqué en Israël. Elle figure sur la stèle de Mésha du IXe siècle av. J.-C. Le roi moabite Mésha y raconte ses succès militaires contre le royaume d'Israël sous le règne d'Achab. Après avoir attaqué Nebo, une ville située au nord-ouest de Moab, il fait emporter les « vases de Yhwh » devant son dieu Kémosh. Yahweh apparaît ici comme le dieu officiel d'Israël, dont le culte est pratiqué jusque dans la ville de Nebo, à la frontière avec Moab. Un sceau du VIIIe siècle av. J.-C. découvert à Jérusalem porte l'inscription « Miqneyaw serviteur de yhwh ». Un ostracon de Kuntillet Ajrud mentionne un « Yahweh de Téman » et un « Yahweh de Samarie ». Les amulettes du Ketef Hinnom (Jérusalem, VIIe – VIe siècle) invoquent Yahweh dans un texte proche de la bénédiction sacerdotale figurant dans le Livre des Nombres,.
Les traits originaux de Yahweh sont difficiles à déterminer. Certains chercheurs supposent que c'est un dieu de l'orage. Cette association à l'orage est peut-être héritée de son rival divin Baal. Yahweh s'exprime au travers des éclairs. Il utilise le feu pour manifester sa présence. C'est peut-être aussi un dieu de la montagne. Il contrôle l'eau de la mer, des rivières et la pluie. Il présente aussi les traits d'un dieu du désert. Il est associé aux régions désertiques en marge des villes et des villages. Cette caractéristique est à relier avec la tradition israélite selon laquelle les Hébreux étaient à l'origine des pasteurs nomades qui évoluaient en quête de pâturages.
Pour les rédacteurs bibliques, Yahweh est surtout le dieu de l'alliance car il a passé une alliance avec les patriarches, les enfants d'Israël, le roi David et la monarchie judéenne. Selon la tradition, Yahweh établit d'abord son alliance avec les Patriarches, ce qui en fait le « dieu d'Abraham, d'Isaac et de Jacob ». Il initie ainsi une relation personnelle avec les Israélites. Parmi un fond culturel polythéiste, Yahweh est le dieu qui défend les Israélites. En retour, ceux-ci reconnaissent son pouvoir et acceptent sa souveraineté. Cet engagement mutuel est volontaire. La relation s'accompagne d'une alliance, conçue comme une sorte de traité qui engage les deux parties. Le peuple s'engage à respecter les commandements de Yahweh. Ces prescriptions régissent leur vie civile et religieuse. L'observance des lois et des rites garantit l'harmonie entre le monde humain et le monde divin.
L'onomastique suggère que Yahweh occupe un rôle particulier dans l'Israël antique. La présence de noms propres intégrant l'élément Yahweh ou ses abréviations est une caractéristique propre à Israël et à Juda si on compare avec les régions voisines. Sur un corpus de 738 noms israélites provenant de sceaux, de bulles ou d'autres inscriptions, on a pu recenser que 351 incluent le nom de Yahweh, soit près de la majorité. Parmi les noms restant, la majorité (339) ne font pas référence à des dieux. En dehors de Yahweh, les autres noms théophores utilisent l'élément ēl dans seulement 48 cas et uniquement quelques-uns l'élément baal, principalement à Samarie. Les autres dieux représentés dans l'onomastique israélite sont empruntés à la tradition cananéenne (ʿnt « Anat », ym « Yam », mwt « Mot », ršp « Reshep ») ou égyptienne (ʿmwn « Amon », ḥwr « Horus », bs « Bès »). L'emploi dominant de Yahweh dans l'onomastique de l'ancien Israël est un usage assez différent par rapport aux royaumes voisins. Dans le territoire d'Ammon où les données onomastiques sont suffisamment nombreuses pour faire une analyse statistique, le dieu national Milkom est par exemple beaucoup moins représenté que 'ēl. Même si la mention d'une divinité dans les noms propres ne peut être reliée simplement aux pratiques religieuse, il existe chez les Israélites une manière particulière de concevoir leur divinité, manière qui n'est pas partagée par leurs voisins lorsqu'il s'agit de donner des noms.
Vers 600 av. J.-C., une inscription de Khirbet Beit Lei, à 8 km à l'est de Lakish, fait référence à Yahweh. Sur ce site, on a retrouvé deux tombes de l'âge du fer. Plusieurs inscriptions figurent sur les parois de l'antichambre de l'une des tombes. La plus longue inscription dit que « [Yahweh] est le dieu de la terre entière, les monts de Juda appartiennent à lui, au dieu de Jérusalem »
« יהוה אלהי כל הארץ ה

רי יהד לו לאלהי ירשלם »
— Khirbet Beit Lei, graffito A
Une seconde inscription est plus compliquée à déchiffrer. Elle a été rendue par « absous(-nous), dieu miséricordieux, absous(-nous) Yahweh». « yhwh » est visiblement ici le dieu de Jérusalem. Un troisième graffiti indique « délivre-nous Yahweh ». Les ostraca d'Arad contiennent des bénédictions et des invocations au nom de « yhwh ». Une inscription fait aussi référence à la « maison de yhwh », probablement le temple local. Dans les dernières années du royaume de Juda, les ostraca de Lakish contiennent elles aussi des invocations au nom de « yhwh » (« que Yahweh donne la santé »),.

## Culte
Une particularité du culte de Yahweh tel qu'il est présenté dans la Bible est son caractère aniconique, c'est-à-dire que la divinité n'est pas représentée par une statue ou par une image. La Bible interdit explicitement toute image sculptée de YHWH. Elle ne mentionne d'ailleurs jamais de statue de YHWH, ni dans le royaume d'Israël, ni en Juda. Cet aniconisme supposé des Israélites n'est pas un phénomène unique parmi les populations ouest-sémitique du Proche-Orient ancien. Il en existe d'autres exemples, chez les Nabatéens notamment. Cependant ces exemples sont généralement plus tardifs que la monarchie israélite. Certains chercheurs estiment néanmoins que pendant la période monarchique, Yahweh a pu être vénéré sous forme de statue comme chez les peuples environnants. Le culte aniconique aurait été mis en place lors des réformes religieuses opérées par Josias et peut-être par Ézéchias vers la fin de la monarchie judéenne. Beaucoup de textes bibliques décrivant le culte des Israélites semblent dater de la période exilique ou post-exilique. L'absence de référence à des statues pourrait provenir d'un biais et d'une rétroprojection du culte tel qu'il était pratiqué pendant la période post-exilique.

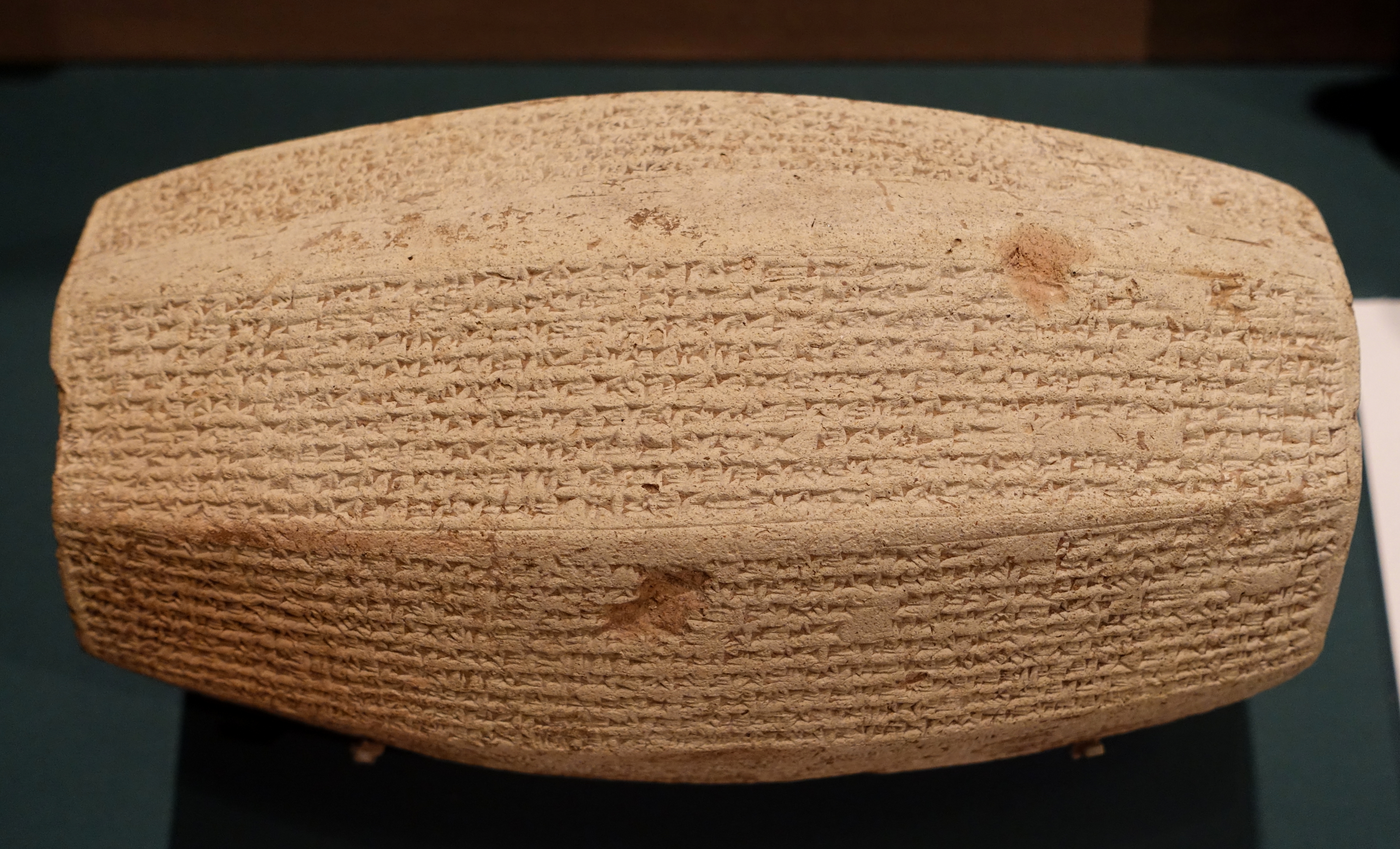
Prisme du roi Sargon II d'Assyrie, argile de Dur-Sharrûken, musée de l'université de Chicago (États-Unis).

En dehors de la Bible, plusieurs témoignages archéologiques sont parfois considérés comme indiquant une possible existence d'images anthropomorphes de Yahweh dans les sanctuaires israélites d'Israël et de Juda. Ces témoignages sont sujets à des interprétations divergentes. Le prisme de Sargon II datant d'environ -706 décrit la prise de Samarie par les Assyriens. Parmi le butin mentionné, l'inscription parle de l'enlèvement des dieux auxquels ils croient (ilāni tiklīšun). La déportation des statues des dieux est une pratique courante lors de l'annexion d'un royaume dans le Proche-Orient ancien. Les dieux sont emmenés en captivité. Cet élément est parfois pris comme la preuve de l'existence d'une statue anthropomorphe de Yahweh dans le sanctuaire de Samarie. Pour d'autres chercheurs, ce passage fait allusion à des objets de culte dont la nature ne peut être précisée. Il peut aussi s'agir d'un thème littéraire, « la spoliation des dieux », ne correspondant pas à un évènement réel. Les bas-reliefs de Lakish présentent la prise de la ville par Sennachérib. Sur l'un des panneaux, on y voit l'enlèvement d'objets de culte retirés du sanctuaire local lors de la destruction de la cité. Parmi les objets, on identifie des autels à encens mais pas de statue. Ce témoignage pourrait être un élément indiquant l'absence de statue dans le sanctuaire judéen.

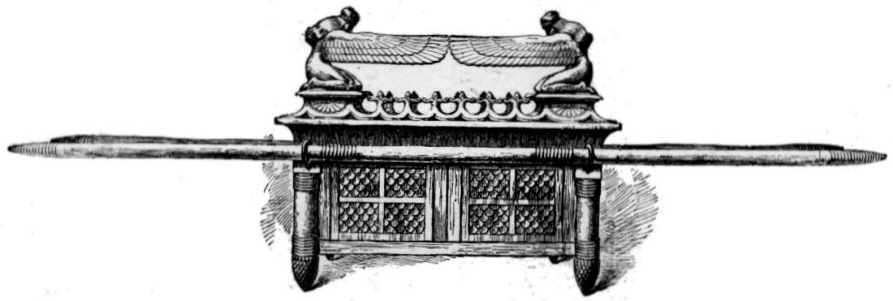
Arche d'Alliance, 1896–1902, J. Tissot.

Chez les Israélites, l'Arche d'alliance semble servir de représentation pour Yahweh. Elle est le symbole de sa présence. Elle prend la place de sa représentation lors des fêtes où elle est exposée au peuple.
Certains textes bibliques font état de sacrifices d'enfants dans un lieu appelé Tophet situé dans la vallée du Hinnom en dehors de Jérusalem. Quelques chercheurs, dont Thomas Römer, estiment que ces sacrifices étaient destinés à Yahvé pendant la période monarchique et que cette pratique a ensuite été condamnée pendant la période perse. Dans la Bible, ces sacrifices sont attribués à Moloch. Ce nom, basé sur la racine sémitique m-l-k, est une déformation de melek, c'est-à-dire « le roi ». Il s'agirait dans cette hypothèse d'une désignation de Yahvé. Cette pratique disparaît vers le VIe – Ve siècle av. J.-C. et ce tournant trouve son illustration dans le sacrifice d'Isaac. Généralement, on considère que Mōlek (melek) est le titre ou l'épithète d'une divinité. Comme pour Baal, son nom a été déformé par les scribes judéens en lui substituant les voyelles « ō-e » du nom hébreu bōshet, « honte ». Plutôt qu'une épithète de Yahweh, Mōlek semble être une divinité du monde souterrain associée au culte des morts,.

## Relations avec le panthéon cananéen

### Yahweh dans l'assemblée des dieux
Plusieurs passages de la Bible semblent indiquer que Yahweh n'a pas toujours été à la tête du panthéon israélite. À un moment donné, Yahweh a pu être considéré comme une divinité parmi d'autres. Plusieurs passages bibliques mentionnent l'idée d'une assemblée divine et laissent penser que Yahweh a pu être subordonné au grand dieu cananéen El ou au dieu El Elyon. Le Psaume 82 présente ainsi Elohim au sein de l'assemblée de El et rappelle l'idée que tous les dieux du Levant sont les fils de El (Elyon). Dans le Psaume 89, Yhwh est encore un fils des dieux, mais il est le plus grand d'entre eux. Dans le Deutéronome, il est écrit que le dieu Elyon divise les hommes selon le nombre des fils de El. Ce passage se trouve dans le texte grec de la Septante et dans un des manuscrits hébreux de Qumrân. Par contre, le texte massorétique, qui porte l'expression « fils d'Israël » et pas « fils de El », ne semble pas correspondre au texte hébreu sur lequel se base la Septante. Le texte massorétique est une édition plus tardive qui a semble-t-il été remaniée pour remplacer une expression problématique par une autre aux accents moins polythéistes, tout en en gardant le nombre de soixante-dix. Chacun des soixante-dix dieux est donc le dieu d'une nation. Parmi les fils de El, Yhwh est le dieu de Jacob. La théologie exposée par ce texte est que tous les peuples ont leur dieu tutélaire et que parmi les peuples, Yahweh est le dieu particulier d'Israël.
Même après avoir été adopté par Israël, Yahweh continue à cohabiter avec les autres divinités ouest-sémitiques. Comme dans les autres panthéons sémitiques, Yhwh est à la tête d'une assemblée divine. Cette assemblée est d'abord composée de divinités de rang inférieur. Lorsque ces traditions seront plus tard relues selon une théologie monothéiste, ces divinités seront alors interprétées comme des anges.
Contrairement à la mythologie développée à Ougarit au XIVe – XIIe siècle av. J.-C., les membres de l'assemblée de Yahweh n'ont pas de nom individuel, de rôle ou de volonté propre.
À la différence d'autres traditions religieuses du Proche-Orient ancien, la Bible hébraïque ne rapporte pas de grands récits mythologiques centrés sur Yahweh. Il n'existe pas de récits épiques le mettant en scène face à d'autres divinités ou face aux forces cosmiques. Alors que le Cycle de Baal est écrit à la gloire de Baal ou que l'Enuma Elish l'est à la gloire de Mardouk, on ne dispose pas de textes semblables pour Yahweh. Les récits bibliques reprennent cependant des thèmes mythologiques et des images connues par ailleurs, notamment dans les textes d'Ougarit. Dans la Bible, Yahweh combat des monstres marins, comme le fait Baal face au dieu Yam. Il combat les forces du chaos, telles que le Léviathan, le Tannin ou Rahab. Ces quelques thèmes mythologiques ne sont que les rares survivances des anciennes croyances qui se sont maintenues lorsque la mise en forme finale de la Bible a adopté un point de vue monothéiste. Les anciens mythes sont réinterprétés. Dans le récit de la Genèse, les forces du chaos ne jouent plus aucun rôle dans la création.

### Yahweh et El

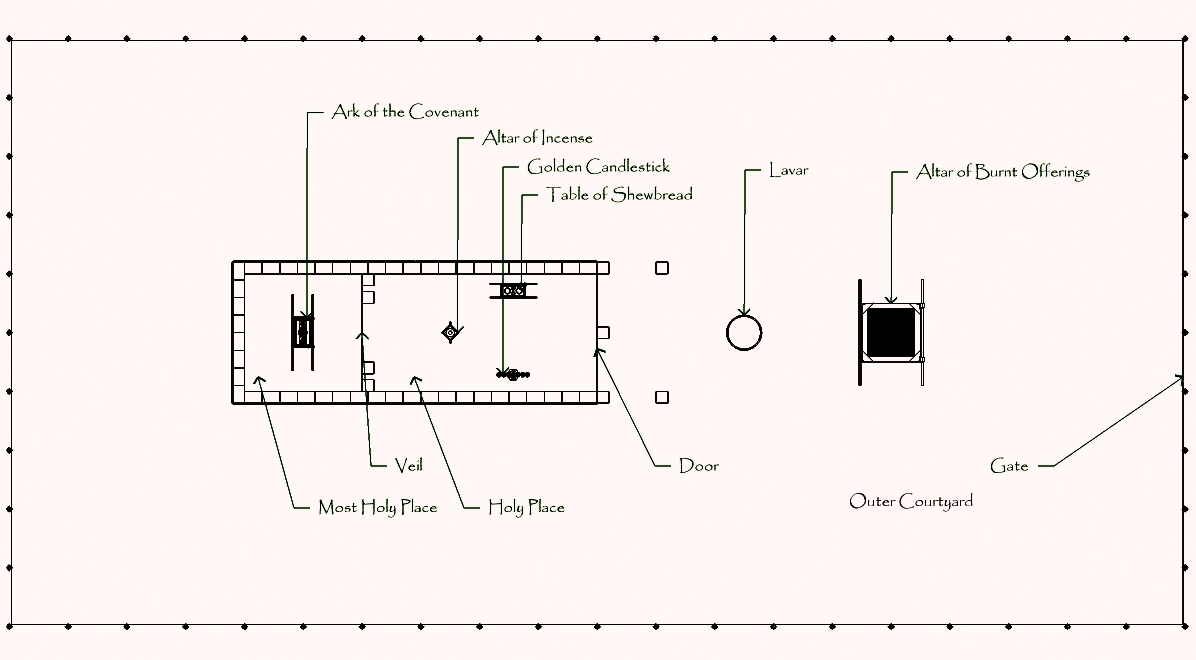
Schéma du Tabernacle, G. L. Fink, 2009.

El est une divinité cananéenne. À la fin de l'âge du bronze, il est notamment vénéré à Ougarit où il est placé à la tête du panthéon, même si son autorité semble décroître au profit du dieu Baal. Dans la Bible, le nom 'ēl apparaît 230 fois. Son usage est double : il sert à la fois pour désigner un dieu étranger et pour désigner le dieu d'Israël. Dans l'Israël antique, El semble avoir été vénéré dans le sanctuaire de Shilo et peut-être à Sichem et Jérusalem sous les formes de El berît et El Elyon. Yahweh a ensuite pu être identifié à El et hériter alors de ces titres. Les formes locales du dieu El ont pu devenir des épithètes pour Yahweh. Dans le livre de l'Exode, Yahweh est identifié à El Shaddaï. Selon les traditions de Jacob issues des récits bibliques, le dieu El semble être le dieu des Patriarches. Cette association avec le récit des Patriarches reflète probablement une ancienne théologie de l'histoire religieuse d'Israël.
Certains aspects de la personnalité de Yahweh viennent probablement de celle de El dont il a repris les caractéristiques. À l'instar de El, Yahweh est décrit comme un dieu âgé à la tête d'un conseil divin. La vision de Yahweh comme un dieu âgé perdure jusque dans la littérature biblique tardive. Il est à la tête d'une assemblée divine dont les membres sont appelés les qedōšîm, les « Saints ». Dans une relecture monothéiste, les membres de cette assemblée deviennent les membres d'une assemblée angélique et non plus divine. La description du lieu de résidence de Yahweh dans une tente ('ōhel) rappelle la tente dans laquelle réside El. Le terme utilisé pour les solives du tabernacle (qerāšîm) est construit sur la même racine que le terme qrš (« pavillon ») désignant la résidence de El.

### Yahweh et Ashéra

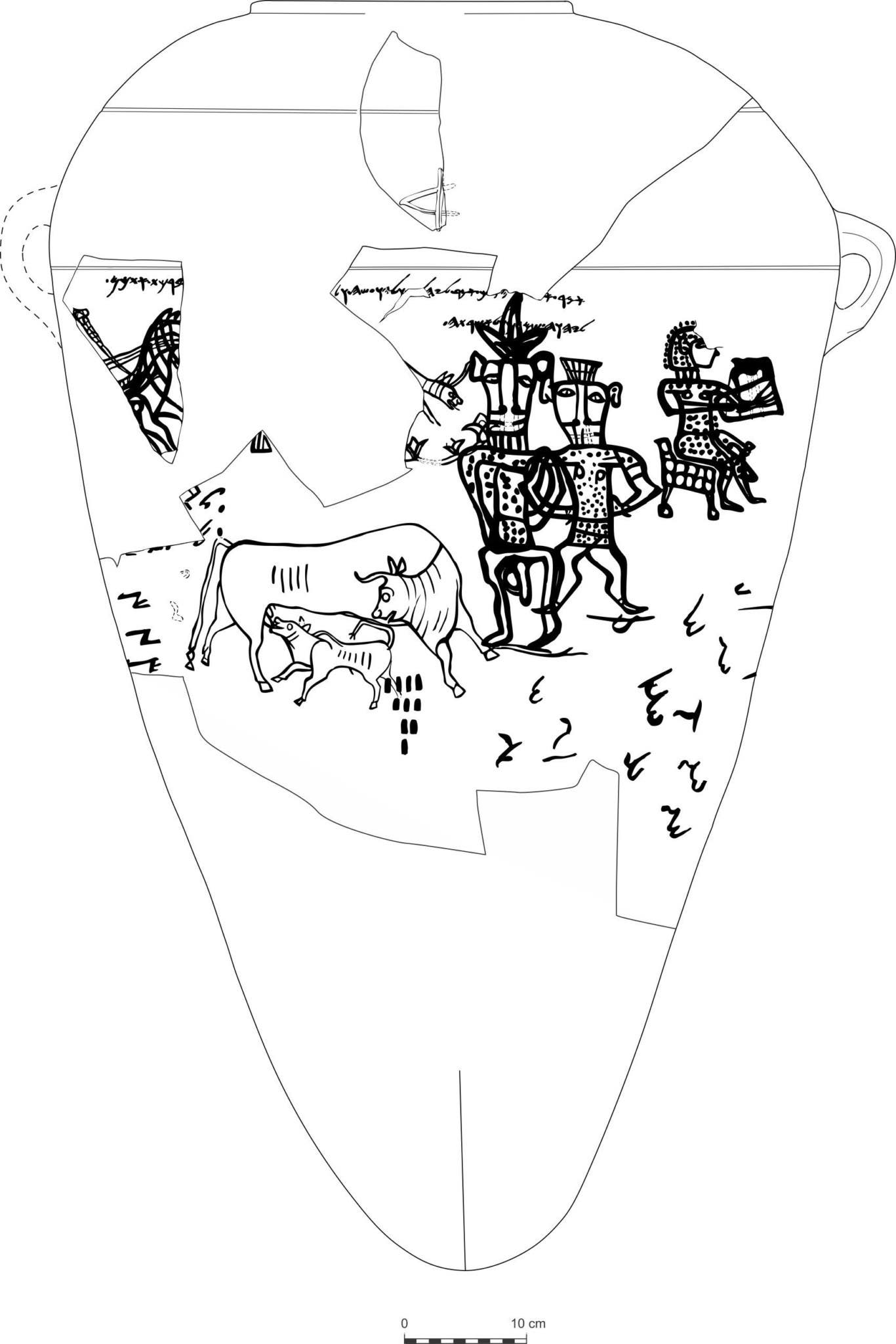
Image sur fragment de pithos trouvé à Kuntillet Ajrud sous l'inscription « Yahweh et son Asherah ». Les deux personnages debout sont parfois perçus comme une représentation du couple divin, tandis que le joueur de lyre assis derrière eux est un artiste. Également, de nombreux historiens de l'art identifient les personnages debout comme des représentations du dieu-nain égyptien Bès, en raison de leurs visages distinctement bovins. Il est également possible que les images sur le pot n'aient rien à voir avec l'inscription.

Yahweh est aussi associé à Ashéra dans deux inscriptions, à Kuntillet Ajrud dans le Sinaï et à Khirbet el-Qôm à l'ouest d'Hébron. Ces inscriptions font référence à « yhwh et son ashera ». Elles ne mentionnent pas directement une déesse, mais plutôt un objet cultuel symbolisant Ashéra. Sur le plan de la philologie, la construction grammaticale signifie qu'ashera est ici un nom commun et non pas un nom propre. Ces inscriptions sont datées entre la fin du IXe siècle av. J.-C. et la deuxième partie du VIIIe siècle av. J.-C. Dans la Bible, Ashera apparaît à la fois comme une divinité et comme un objet (h'ašērâ ou 'ašērîm), qui est un arbre cultuel. Son culte est pratiqué jusque dans le temple de Jérusalem. La question de savoir si Ashéra était ou non la parèdre de Yahweh a donné lieu à des avis divisés. La majorité des chercheurs estiment qu'Ashéra était vraisemblablement la déesse consort de Yahweh. Le culte de « Yahweh et son Ashérah » est certainement pratiqué pendant très longtemps. Lorsque Yahweh s'approprie les caractéristiques du dieu El, il reprend visiblement aussi son rôle de consort de la déesse Athirat, dont Ashéra est une forme apparentée. À l'époque néo-babylonienne, les Juifs de la colonie militaire Éléphantine associent eux aussi une parèdre à leur dieu « Yaho ». Une liste indique les divinités vénérées dans le sanctuaire. Elle mentionne les déesses Anat Yahu et Anat Bethel. Si le couple divin Yahweh-Ashéra a pu être chargé d'un panthéon, cette vision évolue ensuite vers une description où la figure de Yahweh seule est centrale et où les autres puissances, dont Ashéra, n'occupent qu'un rang inférieur.

### Yahweh et Baal
Dans l'Israël antique, le culte de Yahweh n'est pas exclusif. Il semble que Yhwh et Baal y étaient vénérés côte à côte, notamment dans le royaume d'Israël. Les ostraca de Samarie (IXe siècle av. J.-C.) indiquent que les noms propres font à la fois apparaître l'élément yhwh et l'élément baal. On y compte cinq individus avec des noms incluant Baal contre neuf avec yhwh. Cette impression se retrouve dans la Bible, où les deux éléments apparaissent aussi dans les noms propres, même si l'élément bōšet, (« honte ») est souvent substitué à Baal dans une volonté polémique. Ainsi le fils du roi Saül Ishbaal est-il aussi appelé Ishboshet. Cette substitution est opérée dans le livre de Samuel mais les noms originaux sont correctement conservés dans les livres des Chroniques. Le culte de Baal semble cependant moins répandu. Si son nom apparaît dans quelques noms propres, le nom de Yhwh est largement plus courant dans l'épigraphie israélite. Dans la Bible, le roi d'Israël Achab et son épouse phénicienne Jézabel sont présentés comme de grands promoteurs du culte de Baal. Yhwh est cependant très présent dans le récit du règne d'Achab. Son premier ministre s'appelle Ovadia (« serviteur de Yhwh ») et ses fils Azaria (« Yhwh aide ») et Yehoram (« Yhwh est élevé »). Dans le deuxième livre des Rois, le roi d'Israël Jéhu y est présenté comme un défenseur de la cause de Yahweh contre Baal, Yhvh devenant définitivement la divinité la plus importante en Israël à cette époque

### Yahweh et Baalshamin
À partir du règne de Jéhu, Yahweh est vénéré à la manière de Baal de Sidon ou de Baalshamin. Il devint un baal shamem, un « Seigneur du ciel », le dieu de la dynastie davidique et dieu national de Juda en intégrant les traits du Dieu El, figure royale trônant, et ceux de Baalshamin, combinaison du dieu de l'orage et du dieu soleil.

## Monothéisme
Selon la Bible hébraïque, Israël s'est constitué en peuple lors de la révélation de Yahweh au Sinaï. Dès son origine, Israël a été le peuple d'un seul dieu : YHWH. Si l'histoire d'Israël a été marquée par des périodes d'apostasies, il ne s'agit que d'égarements ou de négligences qui n'ont jamais remis en cause le lien unique entre Yahweh et Israël.

### Le polythéisme israélite
Le polythéisme est une caractéristique des sociétés du Proche-Orient ancien. Contrairement à ce qu'affirme le discours biblique, le monothéisme est un développement tardif de la religion des Israélites. Le culte des Israélites à d'autres divinités est attesté au moins jusqu'à l'Exil à Babylone tant dans la Bible elle-même, dans ses critiques du polythéisme, que par l'archéologie (épigraphie et figurines). Les nombreuses figurines, dont les « figurines piliers », indiquent une forte présence de divinités féminines dans l'activité religieuse des Israélites aux VIIIe – VIIe siècle av. J.-C.. La Bible ne fournit cependant pas une description complète de la religion des Israélites. Une sélection a été opérée lors de l'édition finale des textes. Seuls quelques vestiges d'information ont survécu et confirment cette situation polythéiste. Dans le livre du Deutéronome, des passages monothéistes figurent à côté de passages qui acceptent l'existence d'autres dieux. Si Yahweh semble avoir le statut de dieu national, son culte n'est qu'une des formes de la dévotion des Israélites.
Yahweh est à l'origine un dieu local sudiste, attaché à une géographie donnée, probablement des tribus d'Édom qui se comprennent, via un médiateur (Moïse), comme עם יהוה, ‘am Yhwh « peuple ou parenté de Yhwh » et qui introduisent leur dieu Yahweh dans le territoire de Benjamin et la montagne d'Éphraïm (en), Yhwh devenant le dieu tutélaire d'Israël sous Jéroboam. Un passage du livre des Rois illustre l'enracinement géographique de Yahweh : après la déportation des habitants du royaume d'Israël par les Assyriens, un prêtre de Yahweh est ramené dans le sanctuaire de Béthel pour organiser le culte du « dieu du lieu » pour les colons. Ces colons nouvellement installés vénèrent à la fois leurs dieux ancestraux et le dieu local, attaché à la terre sur laquelle ils vivent. Face à une situation polythéiste, le discours monothéiste de la Bible est largement rhétorique. Ce discours s'adresse avant tout à la communauté israélite et vise à affermir le lien entre Yahweh et le peuple, en tenant à distance les autres divinités. Il ne marque pas un nouveau stade dans la religion des Israélites mais cherche à exprimer la relation particulière d'Israël à Yahweh. Il exprime les droits de Yahweh sur Israël et la fidélité d'Israël à Yahweh. Avec l'avènement de la dynastie de David, le « dieu du lieu » devient le « dieu du roi ». À l'époque monarchique, Jérusalem héberge à la fois le pouvoir royal et le sanctuaire de Yahweh. En renforçant la figure divine du dieu national et dynastique, le pouvoir politique vise à renforcer la centralité de Jérusalem. Sous la monarchie, les représentations des divinités vénérées en Israël s'agrègent à la figure de Yahweh qui acquiert une autorité divine supérieure aux autres dieux. L'importance majeure de Yahweh dans la société israélite pourrait permettre de qualifier sa pratique religieuse de « monolâtrie ». Les prophètes Amos, Osée et Élie s'opposent certes aux cultes des autres divinités, mais ne s'intéressent qu'aux cultes pratiqués en Israël même, pas à l'extérieur. Leur action permet cependant de les faire passer pour des représentants du monothéisme, même si à ce stade, l'existence des autres divinités n'est pas niée, seuls leurs pouvoirs sur Israël le sont. Les autres dieux sont réels, mais ils ne sont pas aptes à régir les Israélites, et leur puissance disparaitra à la fin des temps.
Comme à Ougarit, le pouvoir de Yahweh est décrit en termes de conflit, notamment avec les forces cosmiques. Mais les anthropomorphismes et les thériomorphismes (attributions de caractéristiques humaines ou animales) sont beaucoup plus réduits qu'à Ougarit. Contrairement à Baal, la virilité ne fait pas partie des caractéristiques de Yahweh. Il n'est en général pas concerné par la mort ou la sexualité. Il échappe à ces sources d'impuretés. Ces notions semblent écartées car elles sont incompatibles avec les concepts de pureté rituelle propres aux prêtres qui sont visiblement responsables de la transmission et de la rédaction du corpus biblique. Par contre, il est présenté comme un scribe divin.

### L'émergence du monothéisme
Une rhétorique réellement monothéiste émerge à partir des VIIe – VIe siècle av. J.-C.. Il est difficile d'en comprendre les raisons précises, même si la structure de la société israélite et les circonstances historiques ont pu l'influencer. D'une part, la structure d'une divinité centrale entourée d'un conseil divin se démarque de la conception de la famille divine telle qu'on la retrouve à Ougarit. Dans la vision théologique israélite, l'individualité de Yahweh se dégage largement. Cette individualisation peut refléter l'affaiblissement de la structure familiale traditionnelle alors qu'émerge un pouvoir royal centralisateur et qui s'accompagne d'une nouvelle classe de propriétaires terriens. D'autre part, les circonstances historiques ont pu faire évoluer la vision de Yahweh. À partir des VIIIe – VIIe siècle av. J.-C., Israël entre en contact avec les empires assyrien et babylonien. Alors qu'Israël est soumis à de puissants empires et qu'il se retrouve au bas de l'échelle politique, les prêtres conçoivent la divinité nationale au sommet du pouvoir divin, dont l'autorité s'étend sur tout l'univers. La détérioration de la position d'Israël dans l'histoire s'accompagne d'une élévation du statut de Yahweh dans la littérature. Ce glissement du discours théologique fait passer Yahweh du statut de dieu national à celui du seul dieu existant dans le cosmos. À partir du VIIe siècle av. J.-C., la réforme deutéronomique vise à renforcer la cohésion communautaire. Yahweh devient le seul objet de vénération, et l'idolâtrie est considérée comme une trahison. Signe peut-être d'une réforme du roi Josias et d'une évolution vers le monothéisme, la déesse Ashéra n'apparaît plus dans les formules de bénédictions et de protection dans les ostraca de Lakish et d'Arad. Seul Yahweh intervient.
À partir de l'Exil, le discours de la Bible devient clairement monothéiste. Avec l'Exil, Israël a perdu sa terre et ses institutions. Le Temple de Jérusalem est ruiné. La lignée royale de David, qui témoignait de la présence de Yahweh aux côtés d'Israël et de sa protection, a disparu. Cette crise remet en cause l'identité d'Israël. Il lui faut trouver un nouveau cadre théologique pour expliquer cette situation. Une nouvelle conception de Yahweh prend alors forme. On considère généralement que les chapitres 40 à 55 du livre d'Isaïe expriment bien cette nouvelle théologie monothéiste. À l'époque de la monarchie, les juges et les rois israélites obéissaient au plan divin pour sauver Israël. Désormais, c'est le roi perse Cyrus qui est l'oint de Yahweh. Yahweh n'est pas seulement le dieu tutélaire d'Israël. Il dirige le monde et peut choisir des rois étrangers pour assurer l'avenir d'Israël. L'existence même des autres dieux est refusée : Yahweh est le seul dieu dans le cosmos et rien n'est semblable à lui.